# Pyraichmes (Aitoler)
Pyraichmes (altgriechisch Πυραίχμης Pyraíchmēs, deutsch ‚der Feuerlanzige‘, lateinisch Pyraechmes) ist eine Gestalt der griechischen Mythologie.
Pyraichmes war ein Aitoler zur Regierungszeit des Oxylos, eines Nachfahren des Aitolos. Aitolos war einst König von Elis, wurde aber aus Elis verbannt. Oxylos nun versuchte mit Hilfe der Herakleiden und einem aus Aitolern zusammengestellten Heer Elis zurückzuerobern. Laut Ephoros von Kyme einigten sich die beiden Streitmächte, als sie aufeinander trafen, einer alten Tradition folgend darauf, durch einen Zweikampf den Sieger zu bestimmen. Während die Epeier, die Einwohner von Elis, als Stellvertreter den Degmenos bestimmten, trat für die Aitoler Pyraichmes an.
In Erwartung, auf einen schwergerüsteten Gegner zu treffen, wählte Degmenos einen Bogen als Distanzwaffe, um seinen Gegner bereits aus der Ferne zu besiegen. Pyraichmes aber, der von der List erfuhr, wählte eine Schleuder. Da mit der Schleuder eine noch größere Distanz als mit dem Bogen zu überwinden war, besiegte Pyraichmes den Degmenos und sicherte auf diese Weise Elis dem Oxylos und den Aitolern, die die Epeier vertrieben.